# Кубок Норвегії з футболу 2025
Кубок Норвегії з футболу 2025 — 119-й розіграш кубкового футбольного турніру в Норвегії.
Минулорічний переможець Фредрікстад вибув на стадії 1/8 фіналу.

## Календар
| Раунд                        | Дата                        | Матчі | Клуби   |
| ---------------------------- | --------------------------- | ----- | ------- |
| Перший кваліфікаційний раунд | 22 лютого – 22 березня 2025 |       |         |
| Другий кваліфікаційний раунд | 20–29 березня 2025          |       |         |
| 1/64 фіналу                  | 26 березня – 13 квітня 2025 |       |         |
| 1/32 фіналу                  | 23–24 квітня 2025           |       |         |
| 1/16 фіналу                  | 7–12 травня 2025            | 16    | 32 → 16 |
| 1/8 фіналу                   | 20–21 травня 2025           | 8     | 16 → 8  |
| 1/4 фіналу                   | 25 червня 2025              | 4     | 8 → 4   |
| Півфінали                    | 9 липня 2025                | 2     | 4 → 2   |
| Фінал                        | 6 грудня 2025               | 1     | 2 → 1   |

## 1/16 фіналу
| Команда 1        | Рахунок       | Команда 2        |
| 7 травня 2025    | 7 травня 2025 | 7 травня 2025    |
| ---------------- | ------------- | ---------------- |
| Гроруд (3)       | 2:3 дч        | Ліллестрем (2)   |
| Ус (4)           | 1:4           | Асане (2)        |
| Согндал (2)      | 3:3 пен. 3:4  | Конгсвінгер (2)  |
| Стреммен (3)     | 1:3           | М'єндален (2)    |
| Брюне (1)        | 2:1 дч        | Бранн (1)        |
| Алта (3)         | 0:4           | Кристіансунн (1) |
| Сарпсборг 08 (1) | 3:1           | Саннефіорд (1)   |
| Рангейм (2)      | 2:2 пен. 0:3  | Егерсундс (2)    |
| Рана (3)         | 0:4           | Молде (1)        |
| Тромсдален (3)   | 0:5           | Русенборг (1)    |
| Стабек (2)       | 2:1           | Геугесунн (1)    |
| Порс (3)         | 1:3           | Фредрікстад (1)  |
| Люн (2)          | 0:2           | Гам-Кам (1)      |
| Мосс (2)         | 0:1           | Вікінг (1)       |
| 8 травня 2025    |               |                  |
| Тромсе (1)       | 0:1           | КФУМ (Осло) (1)  |
| 12 травня 2025   |               |                  |
| Олесунн (2)      | 1:0           | Буде-Глімт (1)   |

## 1/8 фіналу
Жеребкування 1/8 фіналу відбулось 7 травня.
| Команда 1       | Рахунок        | Команда 2        |
| 20 травня 2025  | 20 травня 2025 | 20 травня 2025   |
| --------------- | -------------- | ---------------- |
| Егерсундс (2)   | 1:3            | Сарпсборг 08 (1) |
| Асане (2)       | 0:7            | Вікінг (1)       |
| Брюне (1)       | 0:2            | КФУМ (Осло) (1)  |
| Олесунн (2)     | 2:2 пен. 6:5   | Гам-Кам (1)      |
| Стабек (2)      | 4:3            | М'єндален (2)    |
| Конгсвінгер (2) | 2:3 дч         | Русенборг (1)    |
| 21 травня 2025  |                |                  |
| Молде (1)       | 3:4 дч         | Кристіансунн (1) |
| Ліллестрем (2)  | 1:1 пен. 3:1   | Фредрікстад (1)  |

## 1/4 фіналу
| Команда 1      | Рахунок        | Команда 2        |
| 25 червня 2025 | 25 червня 2025 | 25 червня 2025   |
| -------------- | -------------- | ---------------- |
| Русенборг (1)  | 2:2 пен. 2:4   | Сарпсборг 08 (1) |
| Ліллестрем (2) | 2:0            | КФУМ (Осло) (1)  |
| Олесунн (2)    | 0:1            | Вікінг (1)       |
| Стабек (2)     | 2:2 пен. 1:4   | Кристіансунн (1) |

## Півфінали
| Команда 1        | Рахунок      | Команда 2        |
| 9 липня 2025     | 9 липня 2025 | 9 липня 2025     |
| ---------------- | ------------ | ---------------- |
| Ліллестрем (2)   | 2:0          | Кристіансунн (1) |
| Сарпсборг 08 (1) | 1:0          | Вікінг (1)       |